# Славко Матич
Славко Матич (на сръбски: Славко Матић; на сърбохърватски: Slavko Matić) е бивш сръбски футболист, защитник, понастоящем футболен треньор.
През Сезон 2021/2022 в българския професионален футбол, Матич е треньор последователно на Арда Кърджали и Септември София.

## Кариера
Роден на 2 юли 1976 г. в Обреновац (Сърбия и Черна Гора).
Юноша на Партизан (Белград) в периода 1986 до 1996. Дебютира като защитник за Чукарички (Станком), но не записва нито един мач и се завръща в Чукарички Станком Сърбия.
През 2003/04 играе за ПФК Славия (София), а следващия сезон 2004/05 в Пега Иран.
В ПФК ЦСКА (София) играе през сезон 2005/06 като печели купа на България. Завършва кариерата си в БАСК Београд Сърбия от 2007 до 2008.
Има мачове за националния отбор на Югославия под 17 години.
От 2010 до 2013 е треньор в ДЮШ на ОФК Београд Сърбия. Треньор на Ал Ахли Катар през 2014, след което на Напредак Крушевац Сърбия през сезон 2014/15). През 2015 първо води Завръч Словения, а след това и на Копер Словения до 2016. Следва Завръч Словения през 2016, ОФК Београд Сърбия от 2016 до 2017.
През сезон 2017/18 води Ал Шамал (Катар). В началото на май 2020 е назначен за помощник треньор в Нантонг Китай.
През 2021 година става за кратко треньор на Арда Кж, но скоро след това напуска след скандал с ръководството на клуба.
През януари 2022 година става треньор на ПФК Септември (София), извеждайки ги до промоция в ЕФБЕТ Първа лига на България за Сезон 2022/2023.